# 槇野博史
槇野 博史（まきの ひろふみ、1948年7月29日 - ）は、日本の医学者、教育者、医師（内科医）、医学博士、岡山大学教授で、第14代岡山大学学長（任期:2017年4月1日から6年間）を務めた。岡山大学名誉教授。

## 概要
専攻は内科学（特に腎、免疫、内分泌）。
岡山県岡山市北区出身。
- 1975年 - 岡山大学医学部医学科　卒業
- 1983年 - 同大学医学部附属病院　助手
- 1984年 - アメリカ・ノースウェスタン大学医学部
- 1990年 - 岡山大学医学部　助手
- 1994年 - 同　助教授
- 1996年 - 同　教授
- 2002年 - 岡山大学医学部附属病院　副病院長
- 2009年 - 岡山大学大学院医歯薬学総合研究科　研究科長
- 2011年 - 岡山大学 理事（病院担当）・岡山大学  病院長
- 2017年 - 岡山大学 学長（第14代）[1][2][3]
- 2023年 - 岡山大学 学長　退任

## 活動
- 2005年～2007年　日本内科学会理事
- 2005年～2007年　日本リウマチ学会理事
- 2008年～2012年　日本腎臓学会理事長

など

## 著書など
【単著書】
- 『糖尿病性腎症―発症・進展機序と治療』（診断と治療社、1999年）
- 『わかる糖尿病性腎症―診断から透析療法まで』（診断と治療社、2002年）
- 『糖尿病性腎症―基礎と臨床の最前線』（中外医学社 、2007年)
- 『腎臓疾患 (New専門医を目指すケース・メソッド・アプローチ)』（日本醫事新報社、2007年）
- 『写真と童話で訪れる　インスリンのふるさとデンマーク』（メディカルレビュー社、2008年）
- 『糖尿病透析患者診療・ケアハンドブック』（南江堂、2009年）
- 『写真と童話で訪れる　アルプスと高血圧』（メディカルレビュー社、2009年）
- 『写真と童話で訪れる　熊野古道と慢性腎臓病―徐福 不老不死の薬を求めて』（メディカルレビュー社、2010年）
- 『写真と童話で訪れる　沖縄とメタボリックシンドローム』（メディカルレビュー社、2011年）
- 『写真で訪れる　チャペルヒルへの道―ANCA関連血管炎のルーツを探る』（メディカルレビュー社、2012年）
- 『写真と童話で訪れる　糖尿病性腎症とナイアガラ―インスリン発見のルーツを訪ねて』（メディカルレビュー社、2012年）
- 『写真と童話で訪れる　高尿酸血症と奇岩・奇石』（メディカルレビュー社、2013年）
- 『写真で訪れる　ベルギーと糖尿病治療薬―小便小僧に会いたくて』（メディカルレビュー社、2014年）

【共著書】
- 『知っておきたい「膠原病」の新たな診療』（真興交易医書出版部、2000年）
- 『標準腎臓病学』（医学書院、2002年）
- 『腎疾患最新の治療 (2002-2004)』（南江堂、2002年）
- 『腎疾患・透析最新の治療 (2005-2007)』（南江堂、2004年）
- 『腎疾患・透析最新の治療 (2008-2010)』（南江堂、2007年）
- 『写真と童話で訪れる　北欧(スカンジナビア)と関節リウマチの話』（メディカルレビュー社 、2009年）
- 『腎とフリーラジカル 第10集』（東京医学社、2010年）
- 『写真と童話で訪れる　野口英世のふるさと―博士と考えるインフルエンザ』（メディカルレビュー社、2011年）
- 『NHKここが聞きたい! 名医にQ 腎臓病のベストアンサー』（主婦と生活社、2013年）
- 『写真と童話で訪れる　アンコール遺跡群と乳がん―がんの予防と共存を考える』（メディカルレビュー社、2014年）
- 『腎疾患・透析最新の治療 2014ー2016』（南江堂、2014年）

【編著】
- 『腎炎・ネフローゼ—診断へのアプローチと治療戦略』（南江堂、2000年）
- 『CKDのサイエンス-基礎と臨床』（南山堂、2010年）
- 『糖尿病×CKD 診療ガイド Q&A』（南山堂、2012年）
- 『New専門医を目指すケース・メソッド・アプローチ 腎臓疾患』（日本医事新報社、2013年）

【共編著】
- 『腎臓病の最新医療』（先端医療技術研究所 (2001年）
- 『腎疾患・透析最新の治療　2011-2013』（南江堂、2011年）

【監修】
- 『これでわかる糖尿病療養教室』（南江堂、2004年）